# یواس‌اس اوهایو (۱۸۲۰)
یواس‌اس اوهایو (۱۸۲۰) (به انگلیسی: USS Ohio (1820)) یک کشتی بود که طول آن ۱۹۷ فوت (۶۰ متر) بود. این کشتی در سال ۱۸۲۰ ساخته شد.